# Air Europa
Air Europa Líneas Aéreas, S.A.U. è la terza compagnia aerea spagnola per numero di passeggeri trasportati dopo Iberia e Vueling; la sua sede si trova a Llucmajor, sull'isola di Maiorca, mentre la sua base operativa è presso l'aeroporto di Madrid-Barajas.
Air Europa fa parte di Globalia, uno dei più grandi tour operator spagnoli, e si occupa di voli turistici tra la Svezia, le Baleari e le Canarie e di voli di linea tra la Spagna e numerose destinazioni in Europa, Nordafrica, Nord America, Centro America e Sud America.

## Storia

### I primi anni

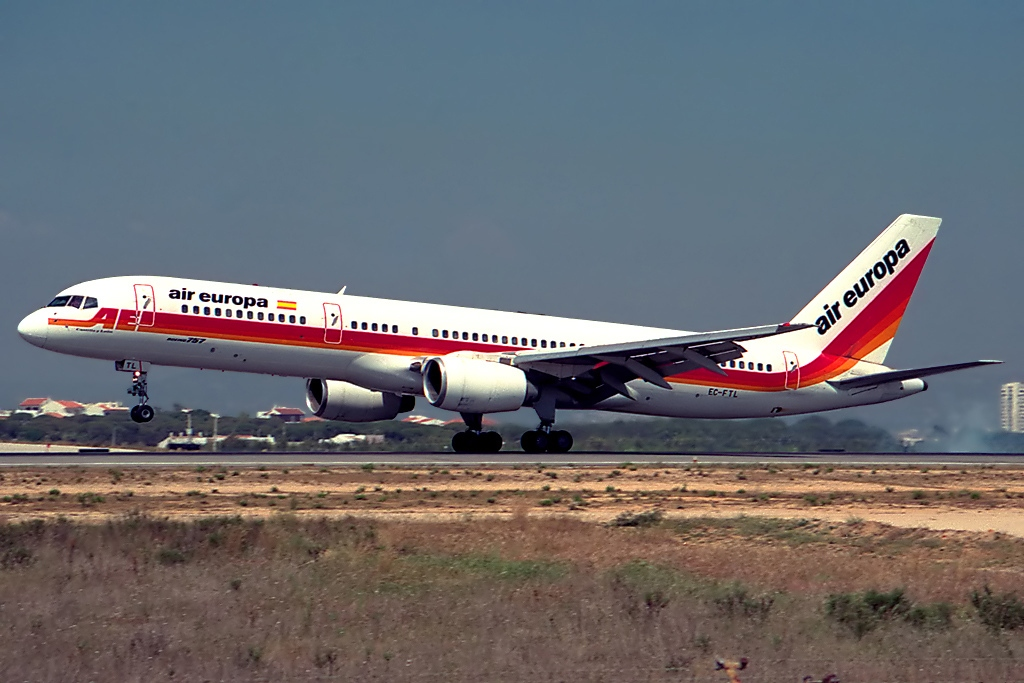
Un Boeing 757-200 a Faro nel 1994.

Air Europa nasce nel 1986 grazie a una joint venture tra il gruppo britannico ILG-Air Europe Group, che detiene il 25% delle quote azionarie, e alcune banche spagnole, che detengono il rimanente 75%; inizialmente i suoi velivoli, dei Boeing 737-300 e 757-200, avevano una livrea simile a quella della compagnia inglese Air Europe UK, da cui dipendeva anche la compagnia italiana Air Europe.
Air Europa è stata la prima compagnia aerea privata spagnola a operare voli di linea nazionali (oltre a voli charter che sono poi divenuti la sua attività principale). Quando nel 1991 ILG-Air Europe Group ha cessato le attività, Air Europa è stata acquistata dall'imprenditore iberico Juan José Hidalgo e ha ampliato la sua flotta Boeing 737.
Nel 1998 Juan José Hidalgo ha incorporato tutte le sue aziende nella holding Globalia Corporación Empresarial SA. Nel 1999 la compagnia ha acquisito i primi Boeing 737-800 e ha cambiato la propria livrea.
Il 1º settembre 2007 Air Europa è entrata a far parte dell'alleanza SkyTeam e diventandone membro effettivo nel luglio 2010.

### Sviluppi dal 2010
Air Europa ha ritirato il suo ultimo Boeing 767 il 13 aprile 2012.
Il 22 maggio 2019, l'Agenzia nazionale dell'aviazione civile del Brasile (ANAC) ha concesso ad Air Europa il permesso di operare voli nazionali nel paese. Questa è la prima volta che una compagnia straniera ottiene questa autorizzazione, dopo che le leggi brasiliane sono state modificate per consentire la piena proprietà straniera delle compagnie aeree nazionali. A giugno 2019, non sono ancora disponibili dettagli sulle future operazioni nazionali di Air Europa in Brasile, un mercato che la compagnia aerea già serve con voli internazionali da Madrid a Salvador e Recife.

### Proposta di acquisto da parte di IAG
Il 4 novembre 2019, International Airlines Group ha annunciato l'acquisizione di Air Europa per 1 miliardo di euro (1,1 miliardi di dollari) in contanti da Globalia; l'accordo si sarebbe dovuto concludere nella prima metà del 2020. Air Europa gestisce più di 40 aeromobili e ha generato un utile operativo di 100 milioni di euro nel 2018. Il marchio sarebbe stato inizialmente mantenuto in Iberia, e IAG prevedeva un ritorno sull'investimento entro il quarto anno, con sinergie complete entro il 2025: code-share intragruppo, adeguamenti dei tempi di Madrid, vendita e allineamento dei programmi fedeltà. La sinergia avrebbe potuto spingere l'hub di Madrid in un rivale di Parigi, Londra e Francoforte, e avrebbe portato l'Europa ai mercati dei Caraibi e dell'America Latina, legati anche all'Asia. La società madre di Air Europa Globalia, una compagnia di viaggi e turismo gestita da Juan José Hidalgo, ha accettato di vendere la compagnia aerea a IAG di British Airways e Iberia per circa 1 miliardo di euro (1,1 miliardi di dollari) nel novembre 2019. Globalia e IAG hanno deciso di modificare i termini dell'accordo nel gennaio 2021, dimezzando il prezzo della transazione a 500 milioni di euro. I piani, tuttavia, sono stati abbandonati nel novembre 2021, con entrambe le parti alla ricerca di modi alternativi per rilanciarlo, con una scadenza fissata per i primi mesi del 2022. Nell'agosto 2022, IAG ha convertito un prestito ad Air Europa in una partecipazione del 20%. Ad agosto 2024 il gruppo IAG ha rinunciato definitivamente all'acquisizione di Air Europa, dopo aver giudicato eccessive le concessioni richieste dell'Antitrust dell'Unione Europea per dare il via libera all'operazione.
Nel 2025 sia il gruppo Air France/Klm che quello di Lufthansa hanno dimostrato interesse per acquisire una quota di maggioranza della compagnia spagnola. Nella corsa si sono successivamente inserite anche Etihad e Turkish Airlines.
Nell’ estate dello stesso anno i Franco/olandesi e i tedeschi si ritirano ufficialmente dalla possibile acquisizione dando sempre più probabile un ingresso della compagnia turca nel capitale sociale dell’azienda spagnola

## Destinazioni
In Italia Air Europa opera con due voli giornalieri da Roma FCO, Milano MXP e Venezia. 
Accordi commerciali
Al 2022 Air Europa ha accordi di code-share con le seguenti compagnie:
- Aeroflot
- Aerolíneas Argentinas
- Aeroméxico
- Air France
- Air Serbia
- Binter Canarias
- Canaryfly
- China Airlines
- China Eastern Airlines
- Copa Airlines[13]
- Czech Airlines
- Delta Air Lines
- Etihad Airways
- Ethiopian Airlines
- Garuda Indonesia
- ITA Airways[14]
- KLM
- Korean Air
- Middle East Airlines
- Saudia
- TAROM
- Turkish Airlines
- Vietnam Airlines
- XiamenAir

### Alleanze
Il 1º settembre 2007 Air Europa è entrata a far parte di SkyTeam.

## Flotta

### Flotta attuale

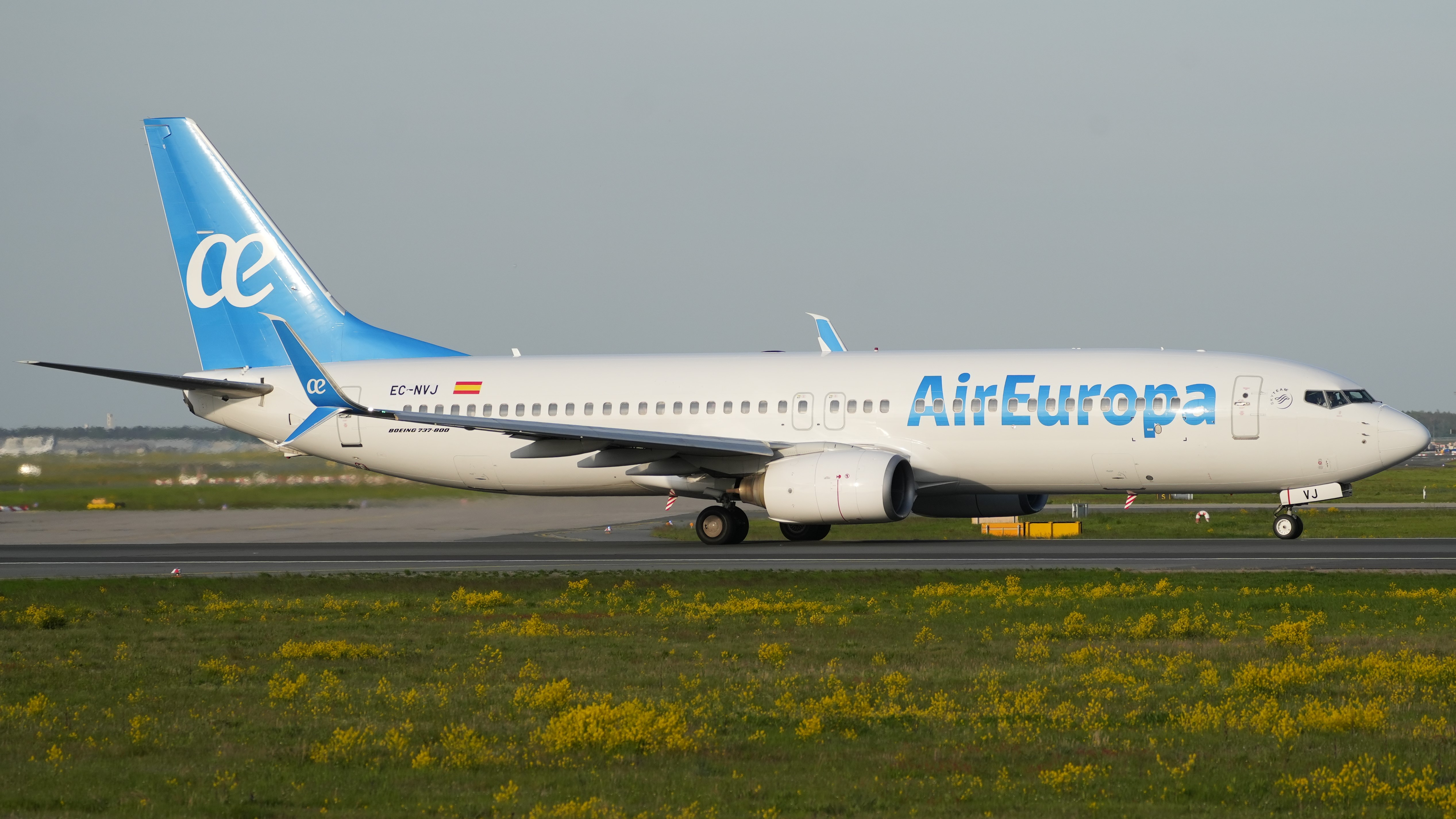
Un Boeing 737-800.

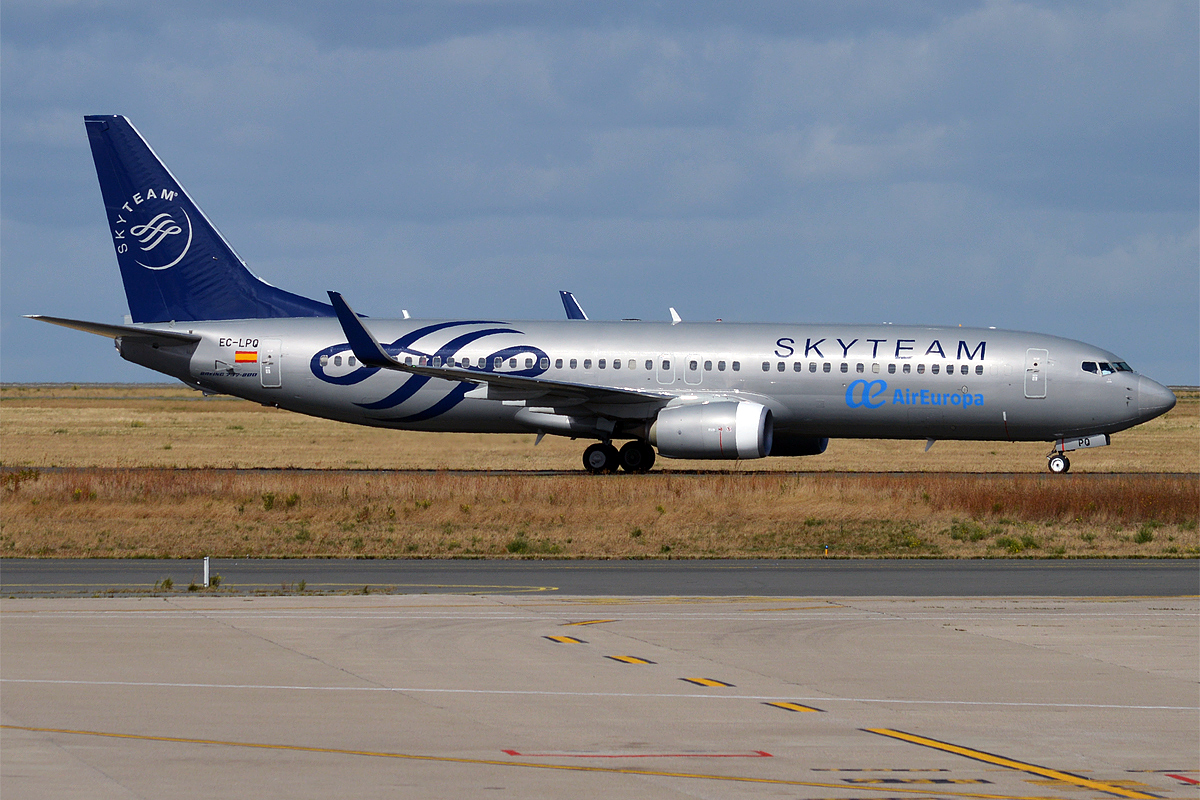
Un Boeing 737-800 in livrea SkyTeam.

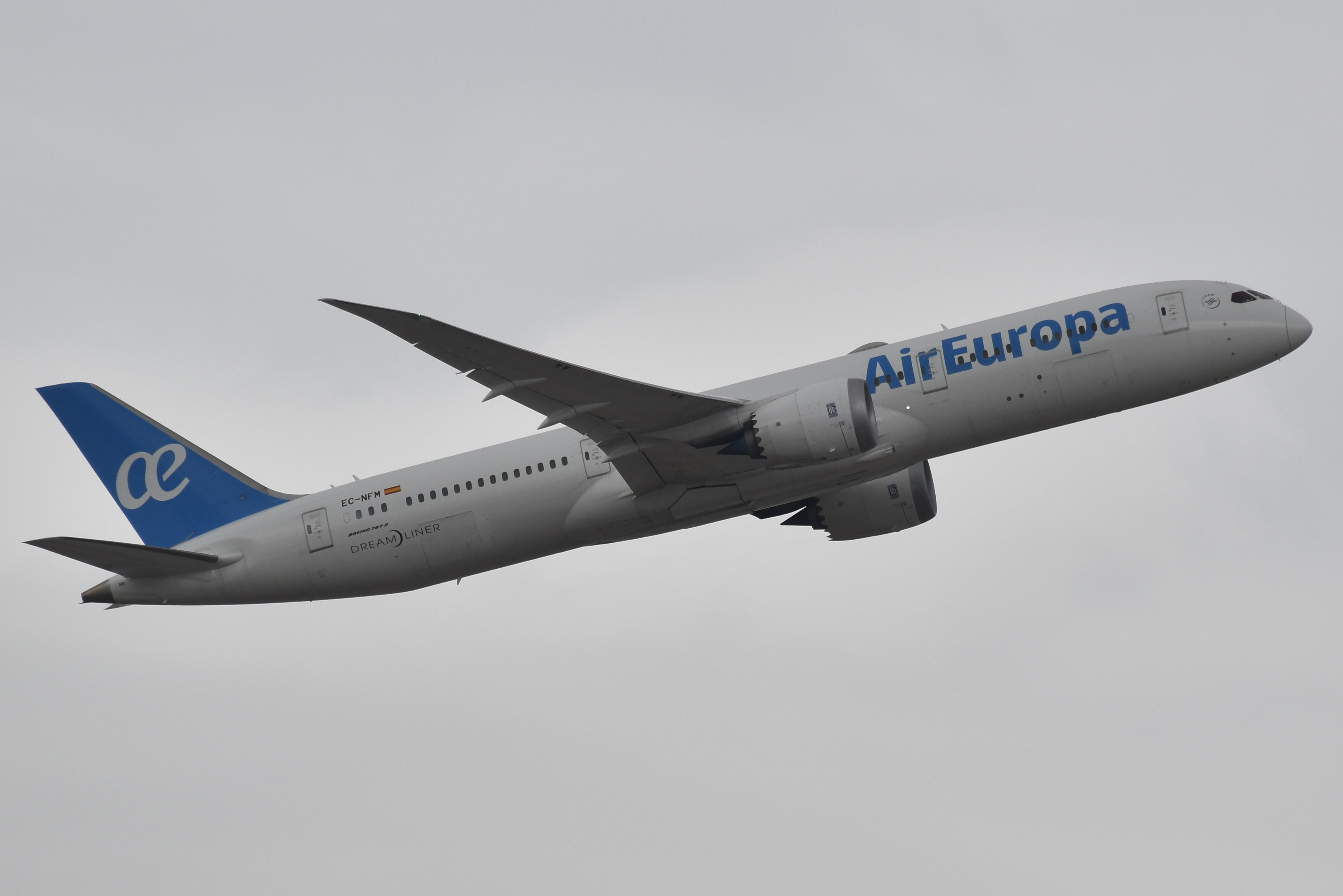
Un Boeing 787-9.

A febbraio 2024 la flotta di Air Europa è così composta:

### Flotta storica

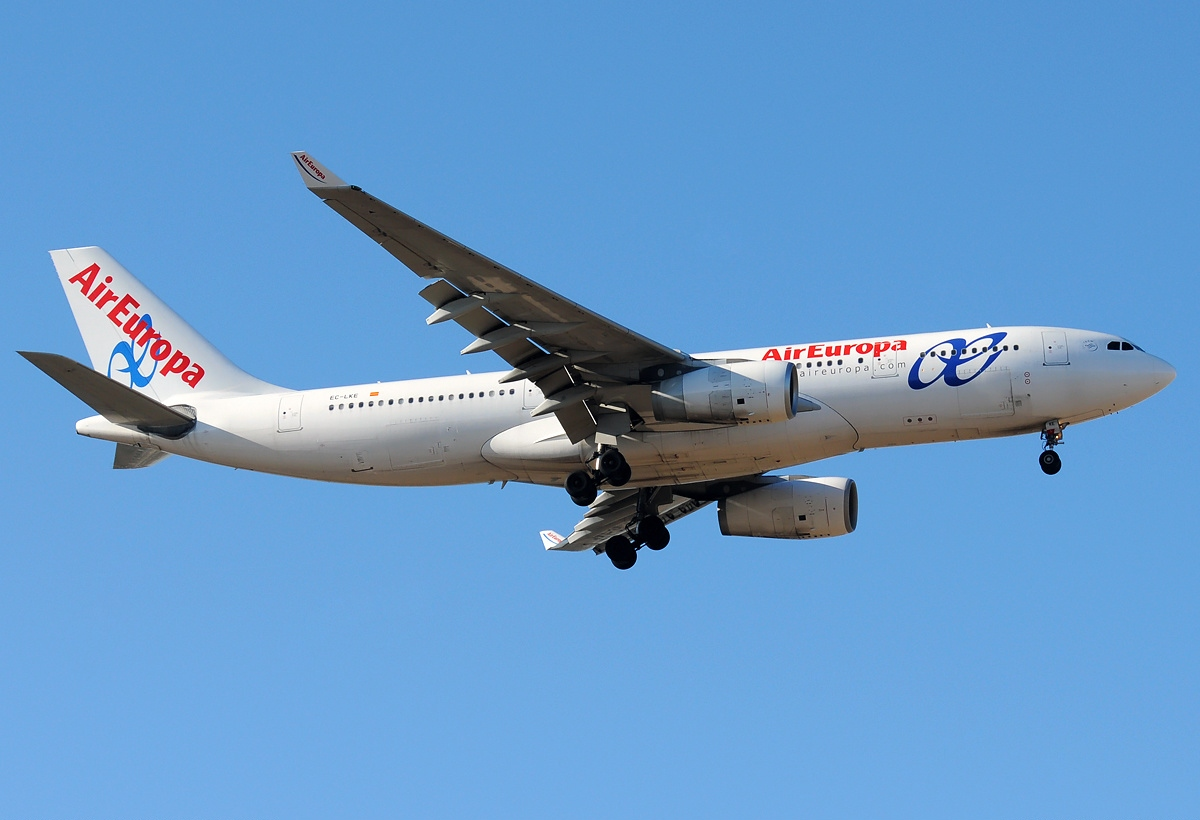
Uno degli ex Airbus A330-200 nel 2011.

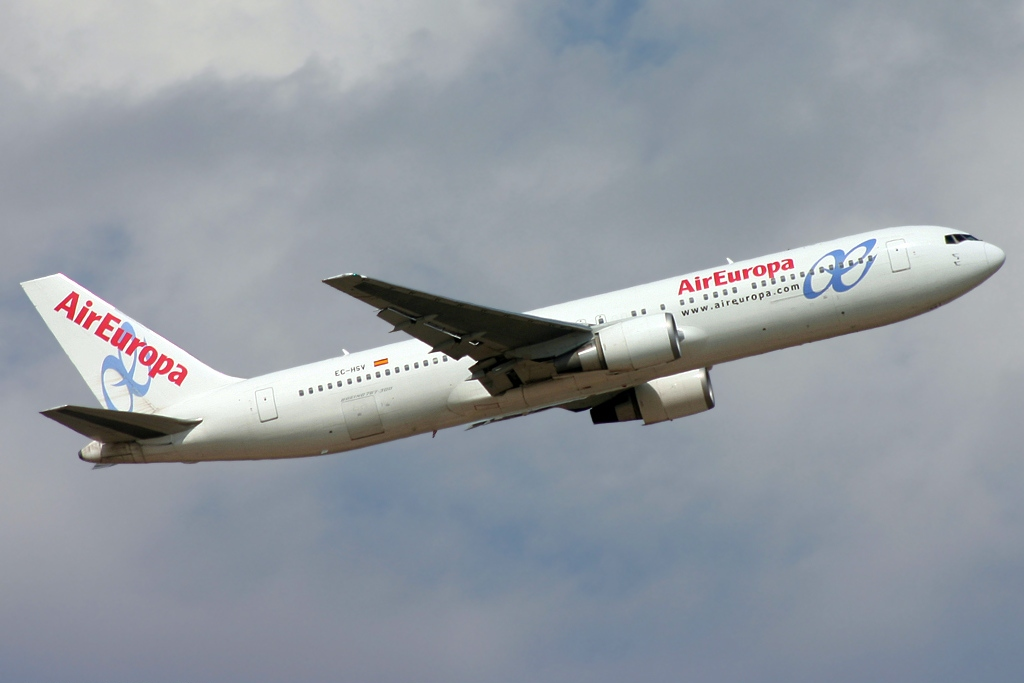
Uno degli ex Boeing 767-300ER nel 2009.

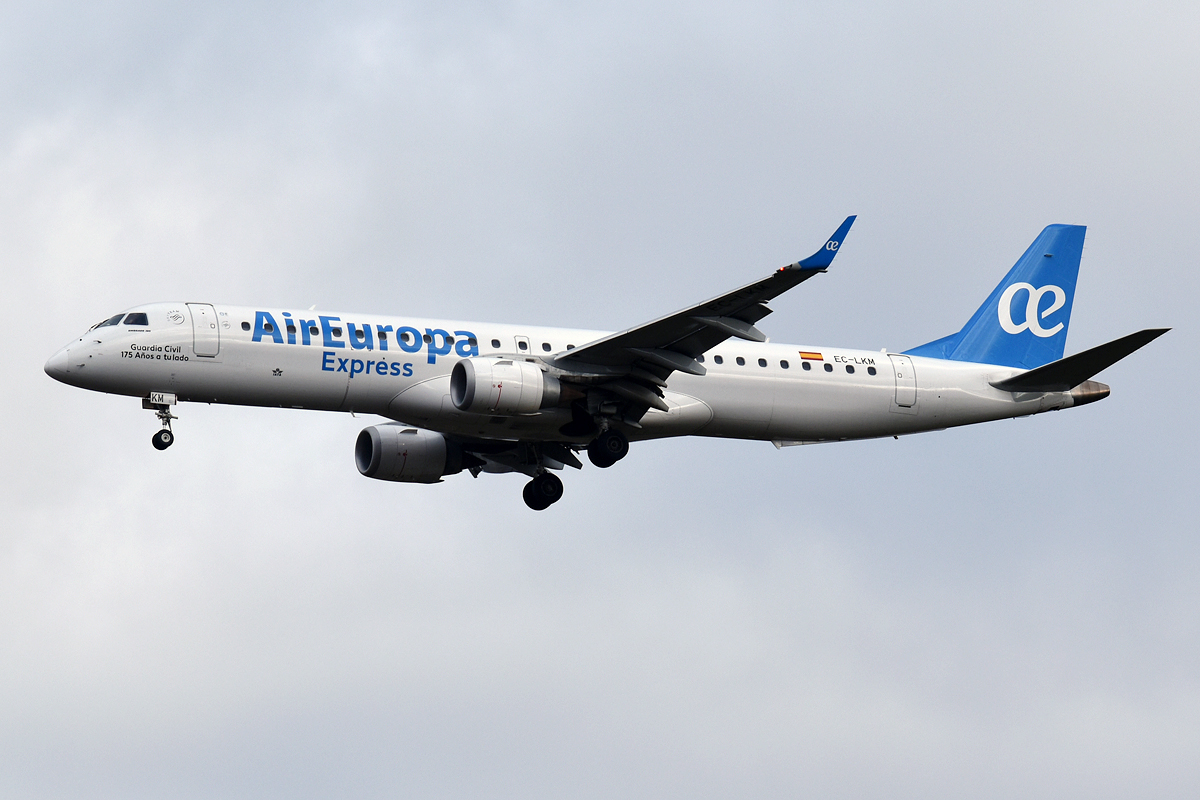
Un Embraer E195 operato da Air Europa Express.

Air Europa operava in precedenza con i seguenti aeromobili: